# Potreb
Potreb (izvirno srbsko Потреб) je naselje v Srbiji, ki upravno spada pod Občino Tutin; slednja pa je del Raškega upravnega okraja.

## Demografija
V naselju živi 184 polnoletnih prebivalcev, pri čemer je njihova povprečna starost 32,3 let (31,7 pri moških in 33,0 pri ženskah). Naselje ima 47 gospodinjstev, pri čemer je povprečno število članov na gospodinjstvo 5,68.
|  |

| Demografija | Demografija     | Demografija     |
| Leto        | Št. prebivalcev | Št. prebivalcev |
| ----------- | --------------- | --------------- |
|             |                 |                 |
|             |                 |                 |
|             |                 |                 |
|             |                 |                 |
| 1948        | 353             |                 |
| 1953        | 380             |                 |
| 1961        | 404             |                 |
| 1971        | 335             |                 |
| 1981        | 377             |                 |
| 1991        | 311             | 308             |
| 2002        | 328             | 267             |
|             |                 |                 |

| Etnična sestava po popisu iz leta 2002 | Etnična sestava po popisu iz leta 2002 | Etnična sestava po popisu iz leta 2002 | Etnična sestava po popisu iz leta 2002 | Etnična sestava po popisu iz leta 2002 |
| -------------------------------------- | -------------------------------------- | -------------------------------------- | -------------------------------------- | -------------------------------------- |
| Bošnjaki                               | Bošnjaki                               |                                        | 264                                    | 98,87%                                 |
| Neznano                                | Neznano                                |                                        | 3                                      | 1,12%                                  |